# Psicologia hospitalar

Símbolo da Saúde mental integrando psiquiatria e psicologia

Psicologia Hospitalar é um ramo da Psicologia da Saúde ainda inexistente em vários países mas cada vez mais difundida no Brasil estando incluída no currículo das principais Universidades.
Em alguns países o termo Psicologia Hospitalar é considerado inadequado porque pertence à lógica que toma como referência o local para determinar as áreas de atuação, e não prioritariamente às atividades desenvolvidas. Por isso esse termo é pouco citado e pouco usado em publicações científicas de outros países.
Segundo a definição de Kern e Bornholdt (2004) e também de Chiattone (2000), a atuação do psicólogo da saúde é principalmente na área hospitalar, mas também pode ser feita em campanhas de "promoção da saúde", educação em saúde mental, em pesquisas e aulas nas universidades por exemplo. Logo, todo psicólogo hospitalar é psicólogo da saúde mas nem todo psicólogo da saúde é hospitalar.

## Histórico
Desde a década de 40 as políticas de saúde no Brasil são centradas no hospital seguem um modelo que prioriza as ações de saúde via atenção secundária (modelo clínico/assistencialista), e deixa em segundo plano as ações ligadas à saúde coletiva (modelo sanitarista). Nessa época, o hospital passa a ser o símbolo máximo de atendimento em saúde, ideia que, de alguma maneira, persiste até hoje. Muito provavelmente, essa é a razão pela qual, no Brasil, o trabalho da Psicologia no campo da saúde é denominado Psicologia Hospitalar, e, não, Psicologia da Saúde.
Não é possível falar em Psicologia Hospitalar no Brasil, sem falar de Mathilde Neder. Ela foi pioneira na Psicologia Hospitalar no Brasil, atuando no instituto de Ortopedia e Traumatologia do Hospital das Clínicas (então COT) em colaboração com o Dr Eurico de Toledo Freitas com a equipe de enfermagem e na assistência pré e pós cirúrgica.
A Sociedade Brasileira de Psicologia Hospitalar foi fundada em 1997 por 45 psicólogos com sede em Belo Horizonte com o objetivo de reunir, difundir as pesquisas na área, organizar melhor a profissão e definir suas atividades junto ao Conselho Federal de Psicologia. O título de especialista em psicologia hospitalar, foi regulamentado pela resolução 014/2000 do CFP.
Para incentivar as pesquisas nesta área a SBPH, segundo seu site , tem um prêmio que é oferecido por ocasião da realização dos congressos.

## Abordagens
As abordagens mais comuns na psicologia hospitalar são a psicologia cognitiva, a psicologia comportamental, a psicologia sistêmica e a psicanálise. Mas assim como em todas as outras áreas essas abordagens aparecem integradas sendo difícil diferencia-las na prática.

## Características dos pacientes
Quando hospitalizados, os pacientes adquirem novas características dentro deste novo processo de ressignificação da sua subjetividades. Camon (2003), cita alguns exemplos:
- Passa a significar a partir dos diagnósticos: seu espaço vital não é mais o mesmo, agora torna-se algo que dependa da escolha médica;
- Hábitos anteriores terão que se transformar: aquela rotina e práticas que eram realizadas, agora são deixadas de lado para adaptar-se ao espaço hospitalar. Há que se conviver com o hospital e a doença;
- Fragmentação do paciente: quando inserido neste contexto, não existe um sujeito visto na sua totalidade. Ele torna-se o diagnóstico e seu tratamento se dá de forma fragmentada por meio de diferentes especialidades médicas;
- Invasão e abuso: quando não há o respeito com o paciente, o acesso a ele torna-se invasivo e um ser incapaz de realizar escolhas. Ele torna-se um sujeito visto como impossibilidade no processo de escolher o que é melhor para si. O sujeito é visto como alguém vulnerável e apto para ser controlado pelo corpo médico.

## Atuação
O Psicólogo hospitalar atua geralmente segundo um modelo biopsicossocial que assim como a abordagem holística busca observar o indivíduo em todos sistemas com quem interage (familiar, social, biológico, psicológico...) simultaneamente e com inter-relações constantes entre elas. Mas também existem psicólogos mais voltados para a psicologia clínica atuando geralmente junto com a psiquiatria em hospitais psiquiátricos ou em centros especializados em aconselhamento.
É comum que o trabalho do psicólogo seja feito em associação com o Assistente social, principalmente em serviços cujo objetivo seja o Acolhimento Psicossocial.
Segundo Queiroz e Araujo (2007), o psicólogo hospitalar contribui para a equipe multidisciplinar de saúde participando ativamente da tomada de decisões, principalmente ao fornecer e solicitar mais informações e ao expandir discussões durante as reuniões de equipe. Essas atitudes ajudam a manter uma visão global do paciente e chamar atenção para outros pontos de vista. Suas contribuições são maiores quando os pacientes são acompanhados desde a chegada ao hospital e a equipe do hospital já tem padrões de comunicação bem estruturados para uma abordagem multidisciplinar adequada.

## Atividades
Entre as atividades do psicólogo da Saúde definidas pelo Conselho Federal de Psicologia (2003a), o psicólogo hospitalar estão:
- Atendimento Psicoterapêutico;
- Organizar e atuar em Psicoterapia de grupo;
- Grupos de Psicoprofilaxia e Psicoeducação;
- Atendimentos em ambulatório;
- Atendimentos em Unidade de terapia intensiva;
- Pronto atendimento nas Enfermarias;
- Psicomotricidade no contexto hospitalar;
- Avaliação diagnóstica;
- Psicodiagnóstico;
- Consultoria e Interconsultoria;
- Atuação em Equipe multidisciplinar.

## Funções
Rodriguez-Marín (2003) sintetiza as seis tarefas básicas do psicólogo que trabalha em hospital:
- Função de coordenação: relativa às atividades com os funcionários do hospital;
- Função de ajuda à adaptação: em que o psicólogo intervém na qualidade do processo de adaptação e recuperação do paciente internado;
- Função de interconsulta: atua como consultor, ajudando outros profissionais a lidarem com o paciente;
- Função de enlace: intervenção, através do delineamento e execução de programas junto com outros profissionais, para modificar ou instalar comportamentos adequados dos pacientes;
- Função assistencial direta: atua diretamente com o paciente;
- Função de gestão de recursos humanos: para aprimorar os serviços dos profissionais da organização.